# コルネリス・コルト
コルネリス・コルト（Cornelis Cort、1533年 - 1578年3月17日）は、オランダ生まれの版画家である。1565年からイタリアに滞在し、イタリアではコルネリオ・フィアンミンゴ(Cornelio Fiammingo)と呼ばれた。

## 略歴
現在の北ホラント州のホールンで生まれた。ハールレムの学者、版画家のディルク・コールンヘルト(Dirck Coornhert, 1522-1590)の弟子であったと考えられている。1553年頃、アントウェルペンの出版業者、ヒエロニムス・コック(1518-1570)の店でコルトの最初の版画が出版されたが、北部オランダで働き続けていたと考えられている。
1565年にヴェネツィアに移り、画家のティツィアーノ・ヴェチェッリオ(1490 - 1576)の家に住み、ティツィアーノの作品を版画にする仕事をした。1566年に一旦オランダに戻ったが、1567年に再びヴェネツィアに移り、ボローニャやローマにも滞在した。ポリドーロ・ダ・カラヴァッジョ、フェデリコ・バロッチ、ジュリオ・クローヴィオ、ジローラモ・ムツィアーノといった当時の重要な画家の複製版画を制作した。オランダにいた時代にもミヒール・コクシーやフランス・フロリス、マールテン・ファン・ヘームスケルク、ヒリス・モスタールト、バルトロメウス・スプランヘルといったオランダ、フランドルの画家の作品の複製版画を制作していた。
ローマで美術学校を作り、アゴスティーノ・カラッチらを教えた。1569年から1571年の間に何度かフィレンツェに旅しメディチ家のために働いた。その後またヴェネツィアで暮らし、1577年にローマに移り、翌年ローマで没した。

## 作品

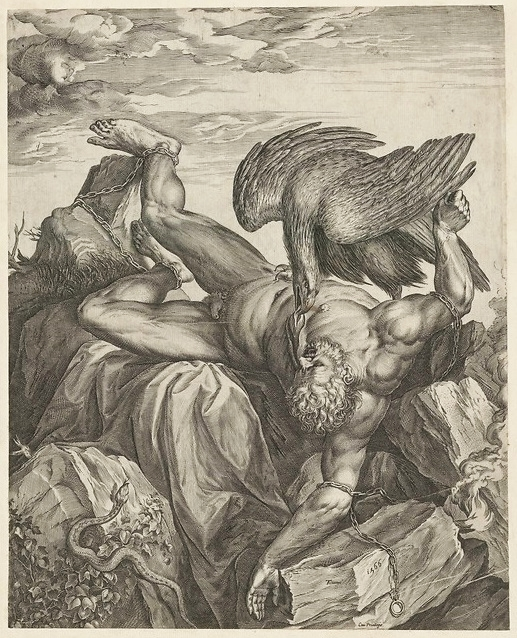
ティツィアーノの『ティテュオス』の複製版画
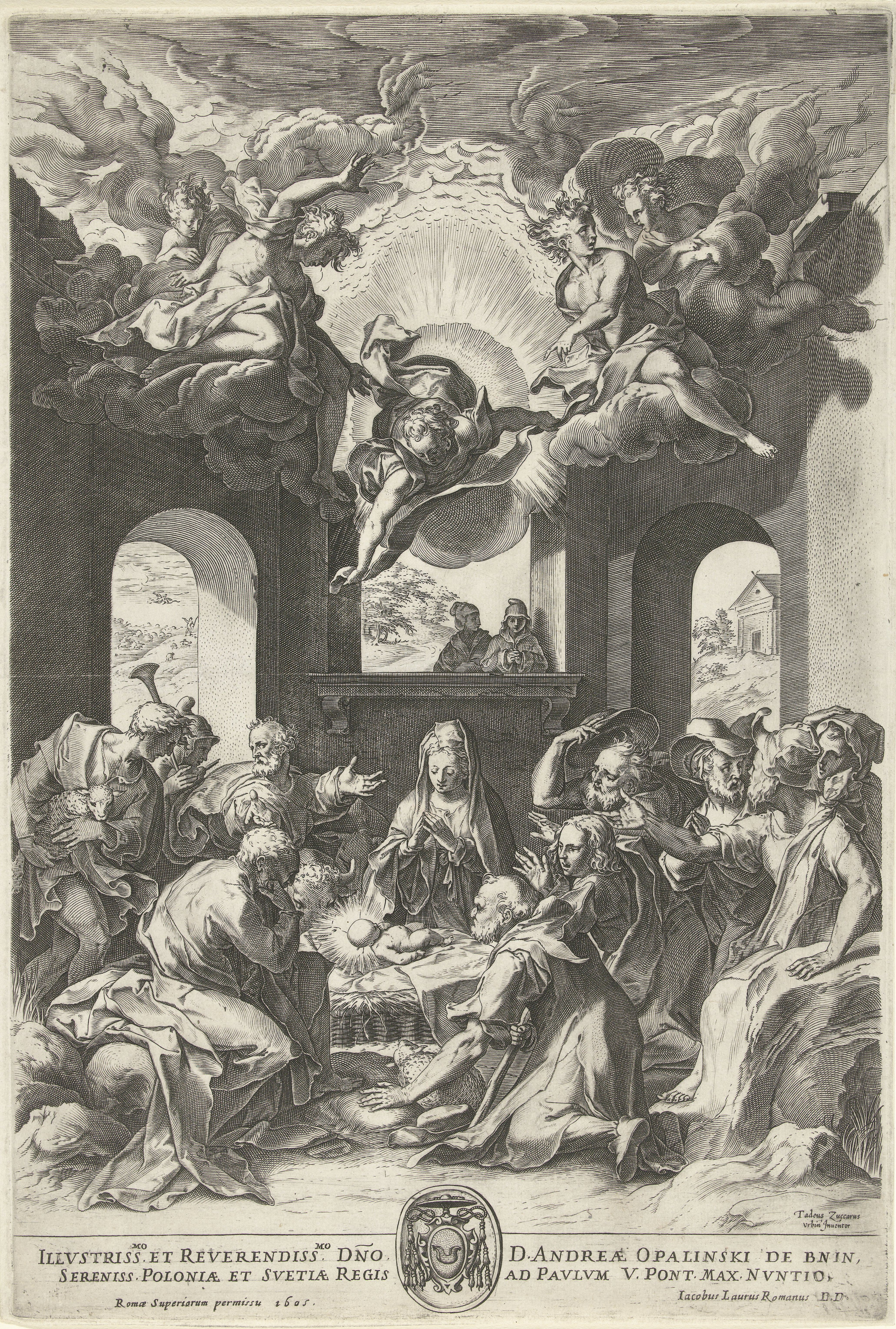
羊飼いの礼拝
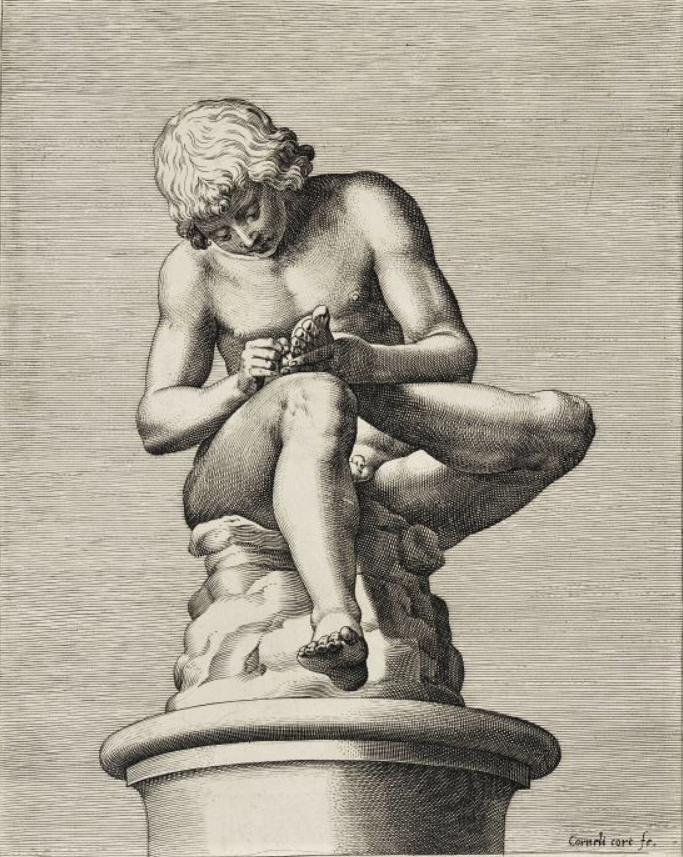
ギリシャ彫刻の「とげぬき」が題材
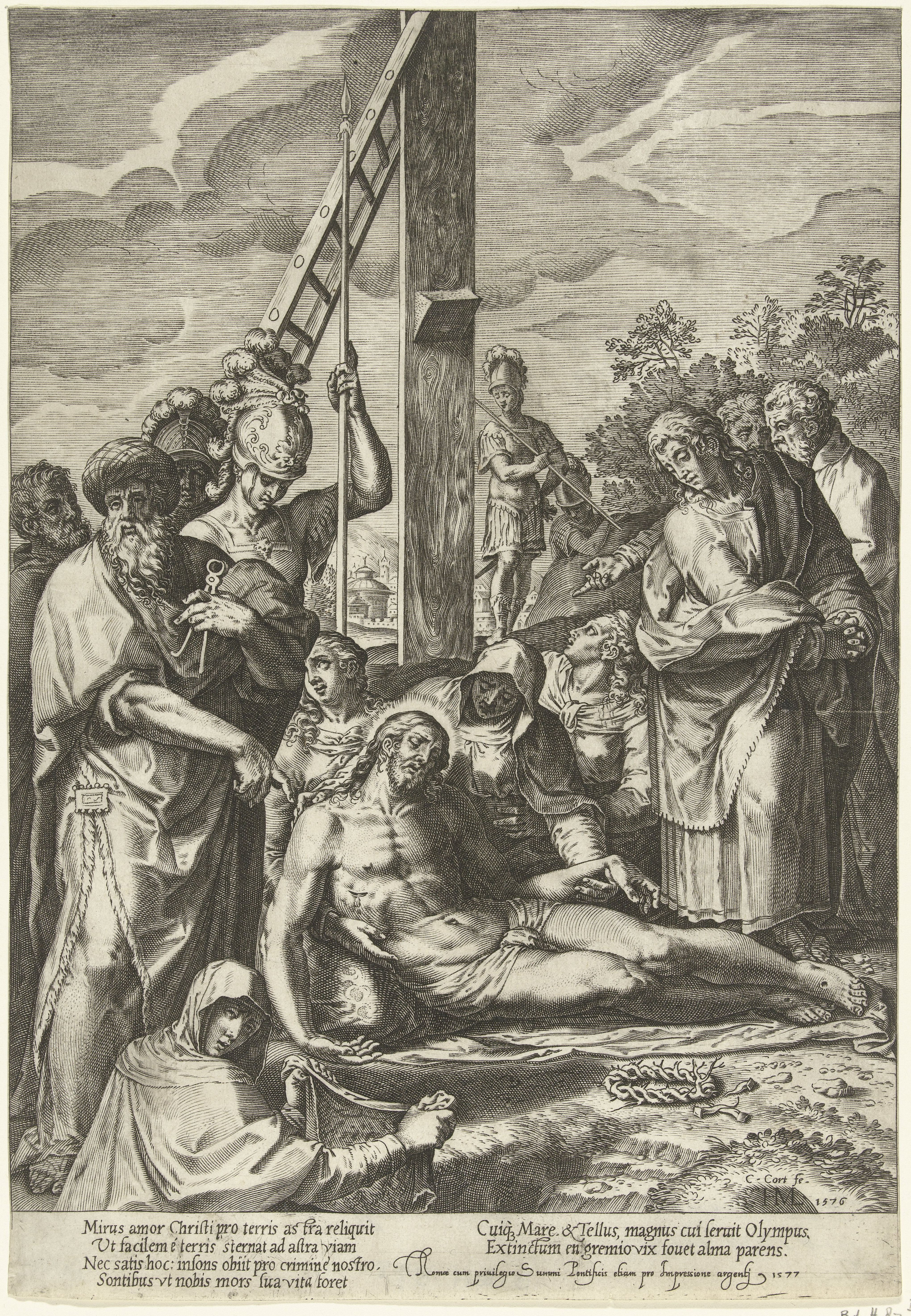
キリストの哀悼

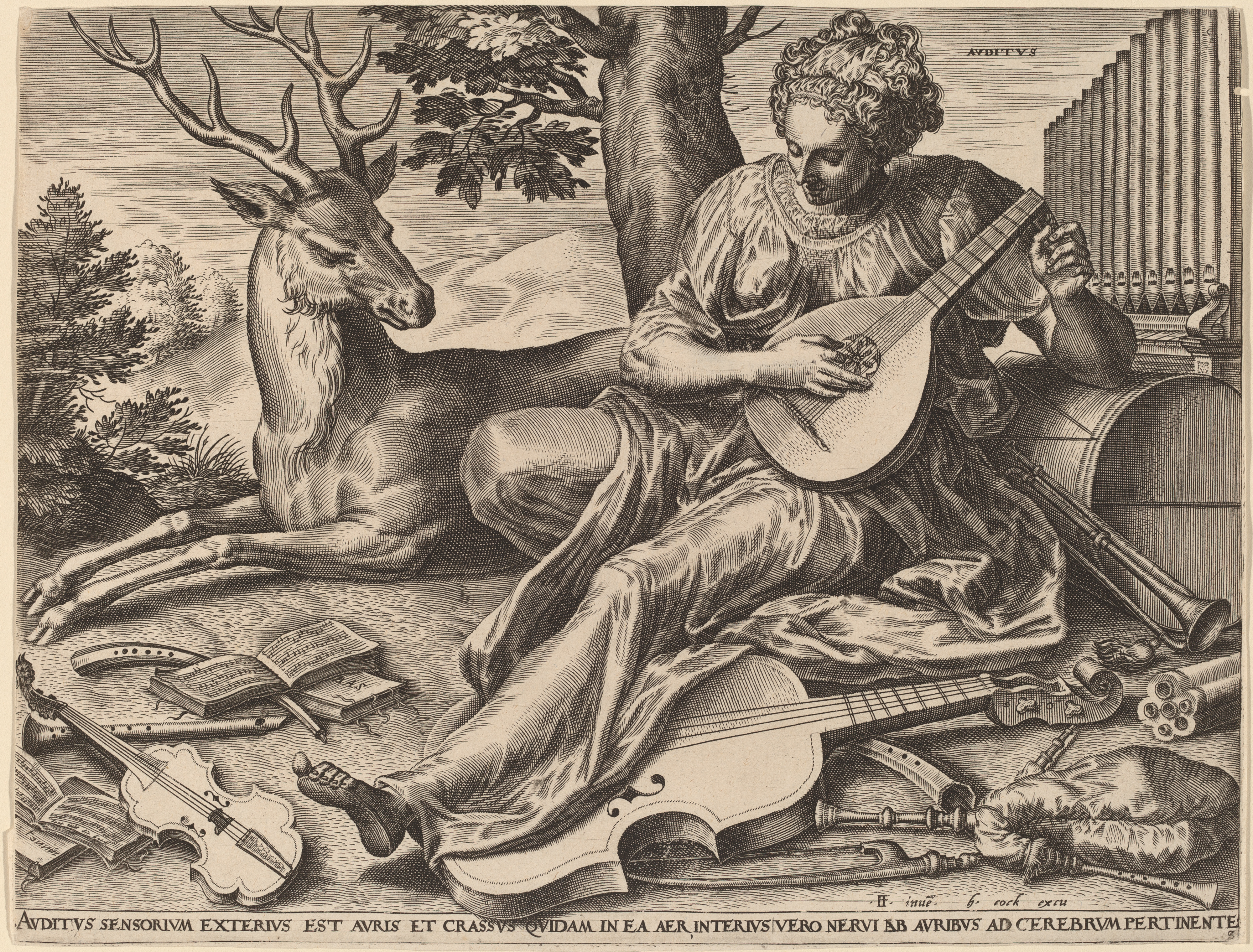
フランス・フロリスの作品の複製版画
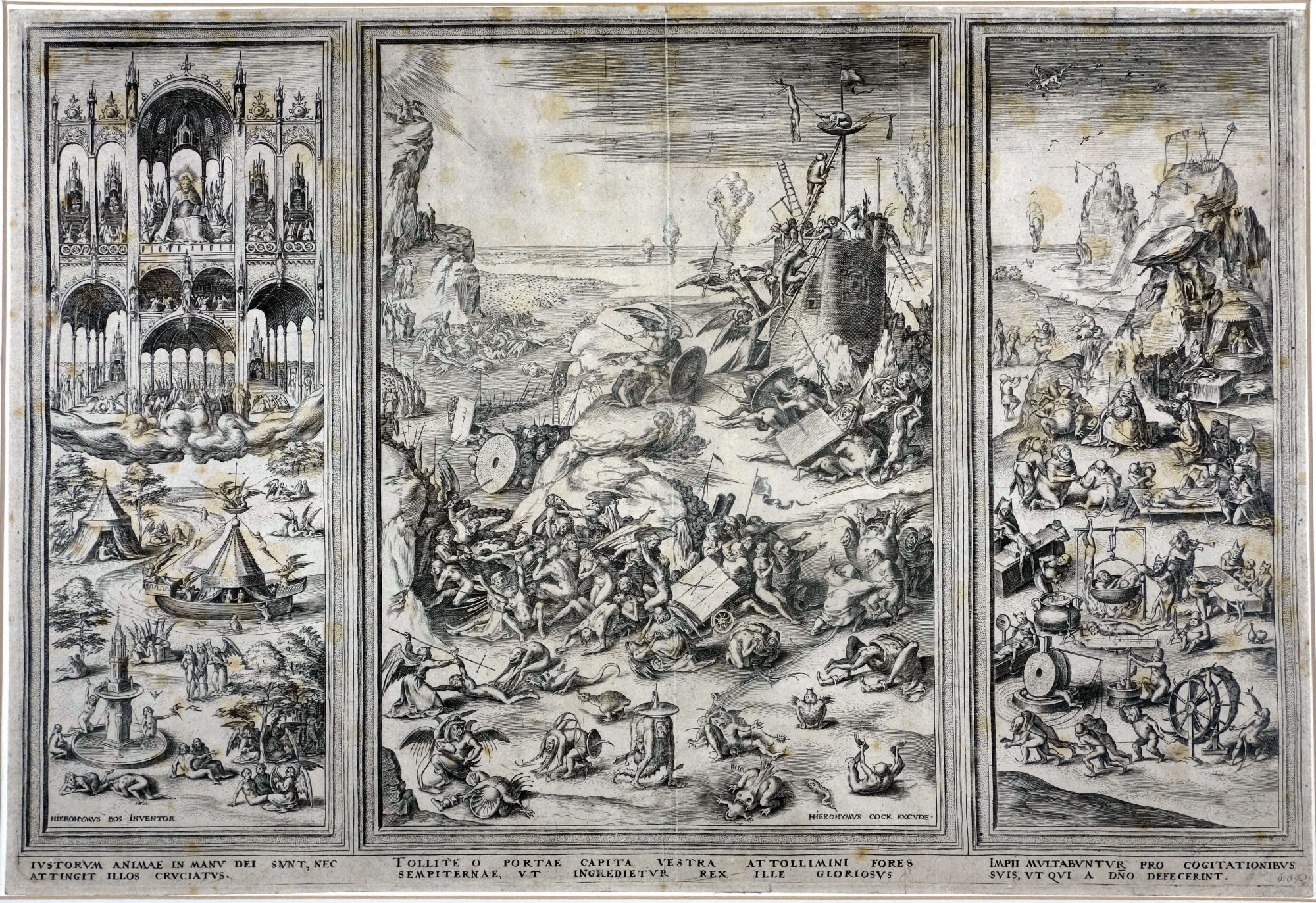
ヒエロニムス・ボスの最後の審判の複製版画
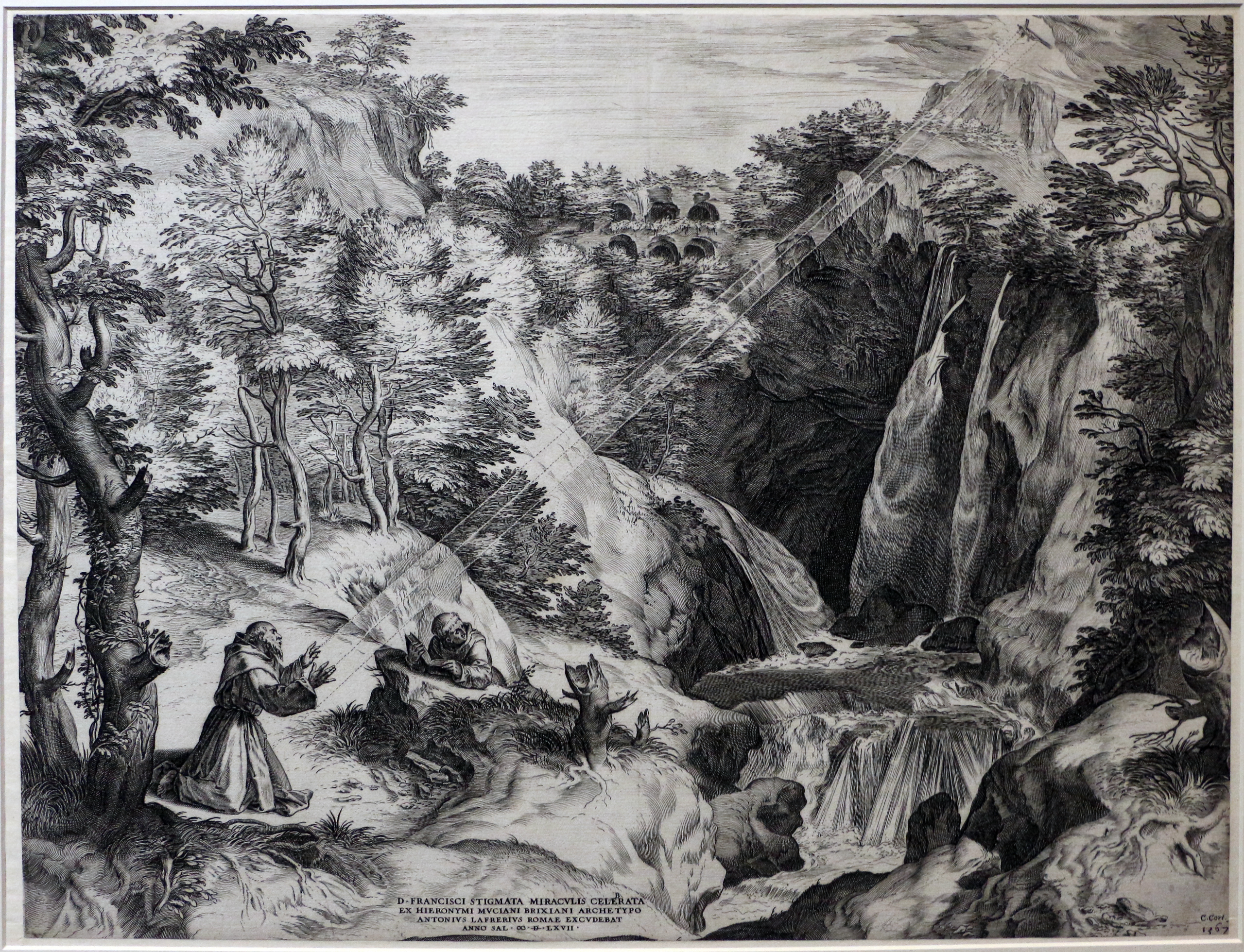